# Maria Brivio
Maria Brivio (Milano, 10 aprile 1946) è un'annunciatrice televisiva italiana, attiva per la Rai dal 1981 al 2000.

## Biografia
Entrata in RAI alla fine degli anni sessanta vincendo un concorso per annunciatrici radiofoniche, è stata per anni conduttrice radiofonica ed una delle voci del Gazzettino Padano.
Nel 1965 ha condotto, insieme a Tony Martucci, il programma per ragazzi Martino & Martina. Nel 1972 ha avuto una piccola parte nello sceneggiato fantascientifico A come Andromeda, nella quale interpretava un'annunciatrice televisiva, ruolo per il quale la Brivio è maggiormente nota al grande pubblico.
Dal 1976 al 1985 è stata una delle lettrici della schedina del Totocalcio all'interno del programma La domenica sportiva in onda su Raiuno. Negli anni ottanta è stata una delle speaker del Tg3 Lombardia, del Meteo regionale della Lombardia e della rubrica ACI sempre per la Lombardia. Nel 1985 partecipa al quiz per ragazzi Paroliamo, condotto da Fabrizio Frizzi all'interno del programma per ragazzi Tandem, in onda su Rai 2 al pomeriggio.
Entrò a far parte del gruppo delle Annunciatrici televisive della Rai negli anni ottanta per effettuare sostituzioni delle signorine buonasera della sede di Milano, pur mantenendo il suo ruolo quale annunciatrice radiofonica. Divenne annunciatrice televisiva titolare, passando ufficialmente dall'organico radiofonico a quello televisivo, nel 1997.
Rimasta l'ultima signorina buonasera attiva dalla sede Rai di Milano, in seguito allo smantellamento dello studio annunci della sede di Milano avvenuto nell'ottobre nel 2000, fu destinata ad altri uffici, rimanendo comunque dipendente RAI fino alla pensione, maturata nel 2011.
Negli anni '90 ha prestato la sua voce nei servizi realizzati nel programma Il Fatto di Enzo Biagi, trasmesso da Rai 1. Nel 1997 è ospite insieme alle sue colleghe annunciatrici Rosanna Vaudetti, Maria Grazia Picchetti, Anna Maria Gambineri e Paola Mari nel programma di Paolo Limiti Ci vediamo in TV, in onda su Rai 2.
Parallelamente all'attività di annunciatrice, ha insegnato dizione in corsi pubblici e privati, presentando serate a Milano e in Italia, con predilezione per quelle a carattere culturale, dove spesso è chiamata anche a recitare poesie di autori classici e moderni. Con il fratello Roberto, morto a gennaio 2021 ed altri attori, recitava regolarmente al teatro La scala della vita a Milano.